# Hay (Australie)
Pour les articles homonymes, voir Hay.
Hay est une ville australienne située dans le comté de Hay, dont elle est le chef-lieu, en Nouvelle-Galles du Sud.

## Géographie
La ville est située dans l'ouest de la Riverina au sud-ouest de la Nouvelle-Galles du Sud, sur la Murrumbidgee, à 700 km de Sydney et à 400 km de Melbourne. Elle est établie à l'intersection des Sturt et Cobb Highways.
La ville est au centre d'une vaste zone prospère agricole (viande d'agneau) et horticulture (tomates, salades, potirons, ail, etc.).

## Histoire
Les communautés aborigènes qui habitaient la Riverina dans la région actuelle de Hay, se regroupaient le long des cours d'eau ou des marais. La région était à la limite entre la tribu des « Nari-Nari » qui occupait la région du bas Murrumbidgee et celle des « Wiradjuri » qui occupait une vaste zone du centre ouest de la Nouvelle-Galles du Sud.
À la fin de l'année 1829, Charles Sturt et ses hommes arrivèrent le long du fleuve avec chevaux et charrettes. Ils mirent leur chaloupe à l'eau près du confluent des rivières Murrumbidgee et Lachlan et continuèrent leur voyage en bateau jusqu'au fleuve Murray puis jusqu'au lac Alexandrina avant de revenir par le même chemin.
À la fin des années 1830, du bétail était souvent convoyé vers l'Australie-Méridionale par la Murrumbidgee. C'est à cette époque que les colons progressèrent vers l'ouest en suivant les cours d'eau : la Lachlan, la Murrumbidgee, le Billabong et le Murray.
En 1839, toutes les terres situées le long de la rivière dans la région de Hay étaient attribuées à des colons et, au milieu des années 1850, on peut considérer que toute la région ouest de la Riverina avait pris son régime de croisière et était devenue une région prospère. La ruée vers l'or qui eut lieu dans l'état voisin du Victoria permit d'augmenter les débouchés pour la vente du bétail. La région devint une zone primordiale d'engraissement du bétail pour alimenter à volonté les marchés du Victoria. Une des routes qui servaient à acheminer le bétail traversait la Murrumbidgee à « Lang’s Crossing-place ».
Un premier pont fut construit sur la rivière en 1872, une prison en 1880, une gare reliant la ville à Sydney en 1882 et un camp de prisonniers de guerre pendant la Seconde Guerre mondiale.
Hay est la ville natale d'Eric Woodward, qui a été gouverneur de Nouvelle-Galles du Sud.

## Démographie
La population s'élevait à 2 445 habitants en 2011 et à 2 406 habitants en 2016.